# Гуэррини, Гуидо (композитор)
Гуидо Гуэррини (итал. Guido Guerrini; 12 сентября 1890, Фаэнца, Эмилия-Романья — 14 июня 1965, Рим) — итальянский композитор и музыкальный педагог. Отец поэтессы Кристины Кампо.
Окончил Болонский музыкальный лицей, ученик Анджело Консолини (скрипка), Ферруччо Бузони и Луиджи Торки (композиция). Первоначально зарабатывал на жизнь игрой на скрипке и дирижированием в различных театрах Болоньи, затем в 1920—1924 гг. преподавал гармонию в Болонском лицее. В 1925—1929 гг. вёл класс композиции в Пармской консерватории. В 1929—1947 гг. глава Флорентийской консерватории, в 1931—1933 гг. возглавлял во Флоренции подготовительную работу по созданию фестиваля Флорентийский музыкальный май. В 1942 г. Погребальная месса Гуэррини, посвящённая памяти Гульельмо Маркони, была удостоена премии. В декабре 1944 г. вместе с другими руководителями флорентийской культуры при фашистском режиме Гуэррини был интернирован и до августа 1945 г. находился в фильтрационном лагере.
В 1947—1949 гг. директор своей alma mater, преобразованной к тому времени в Болонскую консерваторию. В 1949—1960 гг. возглавлял в Риме Консерваторию Санта-Чечилия, одновременно в 1952—1957 гг. главный дирижёр Римского камерного оркестра. Кавалер различных наград, член ряда академий, в том числе Болонской филармонической академии (1931).
Автор учебника гармонии (1922) и учебного пособия «Происхождение, развитие и характеристика музыкальных инструментов» (итал. Origine, evoluzione e carattere degli strumenti musicali; 1926), монографий о своём учителе Бузони (1941), Джузеппе Верди (1949) и Антонио Вивальди (1951).
Гуэррини написал несколько опер, из которых наиболее значительна «Архангел, или Остров конца» (итал. L'arcangelo o L'isola di Finale; 1930, на собственное либретто). Ему принадлежит также значительное количество месс и религиозных кантат, несколько симфонических поэм, концерт для виолончели с оркестром (1914), три струнных квартета, фортепианный и струнный квинтеты, фортепианное трио, другие камерные и оркестровые сочинения, обработки и переложения старых итальянских авторов (Арканджело Корелли, Алессандро Скарлатти, Луиджи Боккерини и др.).